# Zhougong Miao
Der Zhougong Miao, auch Herzog-von-Zhou-Tempel, Zhougong-Tempel (chinesisch 周公庙, Pinyin Zhōugōng miào; engl. Temple of the Duke of Zhou / Zhougong Temple Ruins etc.) bzw. die „Ruinen des Zhougong-Tempels“ usw. im Bereich der Zhouyuan-Stätte – dem Entstehungsort der Zhou-Dynastie – ist ein archäologischer Fundort aus der Zeit der Westlichen Zhou-Dynastie im Süden des Gebirges Fenghuang Shan 凤凰山 im Kreis Qishan der bezirksfreien Stadt Baoji in der nordwestchinesischen Provinz Shaanxi.
Die dort entdeckte herrschaftliche Grabstätte wurde von chinesischen Archäologen der Familie des Herzogs von Zhou (Zhou Gong) zugerechnet. Die Zhougong-Miao-Stätte ist nach einem Tempel benannt, der vom ersten Tang-Kaiser Gaozu zu Ehren des Herzogs von Zhou erbaut wurde.
Am Rande der großen herrschaftlichen Gräber wurde eine große Anzahl von Orakelknocheninschriften entdeckt, weshalb die Stätte auch als die „Yinxu-Ruinen der Westlichen Zhou-Dynastie“ bezeichnet wird. Von den mehr als 2.200 Schriftzeichen konnten über 1.600 identifiziert werden.
Die Stätte wurde vom Forschungsinstitut für Archäologie der Provinz Shaanxi und dem Archäologischen Institut der Universität Peking untersucht.
Die Gebäude des Zhougong Miao (Herzog-von-Zhou-Tempels) aus der Ming- und Qing-Dynastie  und die Fenghuangshan-Stätte (Fenghuang Shan yizhi 凤凰山遗址) der Zeit der Shang- bis Zhou-Dynastie stehen seit 2006 auf der Liste der Denkmäler der Volksrepublik China (6-783 bzw. 6-196). Die Stätte wurde in die Top Ten der archäologischen Entdeckungen in China des Jahres 2008 gewählt.